# Mimovitalisia tuberculata
Mimovitalisia tuberculata är en skalbaggsart som först beskrevs av Maurice Pic 1924.  Mimovitalisia tuberculata ingår i släktet Mimovitalisia och familjen långhorningar.
Artens utbredningsområde är Laos. Inga underarter finns listade i Catalogue of Life.